# Pusztaszabolcs–Cegléd-vasútvonal
A Pusztaszabolcs–Cegléd-vasútvonal egy régóta tervezett, de meg nem valósult magyarországi vasútvonal.
A vonal a tervek szerint a Fejér vármegyei Pusztaszabolcs vasútállomását kötné össze Cegléd állomásával, ily módon a Dunától keletre és nyugatra eső országrészek között biztosítana közvetlen vasúti összeköttetést Budapest és a fővárosi agglomerációhoz tartozó települések elkerülésével.
Megépítésére vonatkozóan az 1930-as években már biztosan léteztek tervek, sőt az 1960-as évekre olyan elvi nyomvonalat is kitűztek, amelyre hivatkozva az érinteni tervezett ingatlanok egy részére változtatási tilalmat is életbe léptettek. A megvalósítása a magyarországi rendszerváltást követően elsőként hivatalba lépett kormány idején is napirendre került, sőt egy időben a kormányzati ígéretek közt is szerepelt.
Bár a megépítése – az elérhető információk alapján – az utóbbi időszakban nincs napirenden, egy hozzá némileg hasonló óriásprojekt, az Észak-Dunántúlt és a Duna-Tisza-közét Budapest érintése nélkül összekötő vasútvonal-alternatívák valamelyikének megvalósítása hosszú ideje (legalább az 1970-es évek óta, illetve a legutóbbi időkben is) szerepel a magyarországi kormányzatok közlekedésfejlesztési elképzelések között (ld.: V0 vasútvonal).

## Története

### Az 1930-as évek
A vasútvonal megvalósításával kapcsolatos korai tervek egyelőre nem ismertek. 1935 körül azonban már kormányzati szinten tárgyaltak – az ország közlekedési viszonyainak javítása céljából – egy ilyen vonal, és hozzá kapcsolódóan legalább egy újabb vasúti Duna-híd építésének tervéről. Egy erről tudósító újsághír szerint az elgondolás középpontjában a teheráru-forgalom meggyorsítása állt, ugyanakkor az illetékes szakemberek között élénk vita indult meg arról, hogy vajon meglenne-e az új vonalon az egészséges árukicserélődés és hogy a várható forgalom rentábilissá tenné-e az akkori árakon 20–25 millió pengő körüli összegre becsült befektetést.
A cikk szerint a kereskedelmi minisztériumban akkor arról is tanácskoztak, hogy nem lenne-e kifizetődőbb a vasútépítés magas költségeivel szemben modernebb és mozgékonyabb megoldásként egy megfelelő teherautópark beállítása. Úgy vélték ugyanis, hogy a kérdéses vonalon a személyforgalom alig jön tekintetbe, a hangsúly egyértelműen a rendszeres teherfuvarokra helyezkedett volna. A tudósítás így zárul: „Végleges döntést még nem hozott a kormány, de a beavatottak szerint a megoldás a vasút javára történik és a határozat úgy fog szólni, hogy 1938-ig meg kell építeni a Cegléd–Pusztaszabolcs közötti vasútvonalat”.

### Az 1960-as évek
Később, ismeretlen időben elvi döntés születhetett a vonal megvalósításáról, aminek nyomán a tervezett nyomvonalát is kitűzték, sőt az építési tárca keresztülvitte, hogy az érdekelt települések egy részében – legalább Dabas általános rendezési tervében – változtatási tilalmat is elrendeljenek a tervezési vonal által érintett ingatlanokra. Ez utóbbiról tanúskodik egy olyan levéltári forrás, amely egy ezzel kapcsolatos lakossági kérelem ügyét tartalmazza.
A Közlekedés- és Postaügyi Minisztérium (KPM) Vasúti Főosztályán iktatott kérelmet egy dabasi lakos nyújtotta be, az ingatlanára e vasútvonal miatt kivetett beépítési tilalom feloldását kérve. Az ügyben lefolytatott levélváltásból és a kérelemre adott választervezetből pedig kiderül, hogy a minisztérium nem kívánt akadályt gördíteni a kérés teljesítése elé, illetve az Építésügyi és Városfejlesztési Minisztériumot nevezték meg illetékesként.
Hivatkoztak arra, hogy sem a KPM, sem a MÁV hosszú távú tervei között nem szerepel e vasútvonal és a hozzá kapcsolódó Duna-hidak megépítése, azt sem forgalmi, sem gazdaságossági szempontból nem látják indokoltnak; ráadásul a kérdéses vasút megvalósítását azelőtt sem ők szorgalmazták, hanem az Építésügyi és Városfejlesztési Minisztérium elképzelései között szerepelt. Utóbbinak Településfejlesztési Főosztálya ellenben egyet nem értését fejezte ki, arra hivatkozva, hogy a jelzett vasútvonalat szükségesnek, ennélfogva pedig az építési tilalmat fenntartandónak tartják.
A dokumentumból még az is kiderül, hogy a vasútvonal tanulmánytervét az Út- és Vasúttervező Vállalat (UVATERV) az 1966-os évben elkészítette, de annak tárgyalásán a terv igen heves vitákat váltott ki.

### Az 1990-es évek
1991. április 8-án Siklós Csaba közlekedés-, távközlés- és vízügyi miniszter sajtótájékoztatón jelentette be, hogy megépítésre kerül a Cegléd–Pusztaszabolcs közötti vasútvonal, ami által egy transzkontinentális vasúthálózat létrehozása előtt nyílhat meg a lehetőség Kelet- és Nyugat-Európa között. A bejelentésre reagálva az érintett települések egyikének helyi lapja úgy vélte: „a vasútvonal megépítésének jelentőségéről egy kötetet lehetne írni, mindenesetre hatása hihetetlen fejlődést fog eredményezni azokban a településekben, amelyet érinteni fog!”
A lap által ismertetett nyomvonal Pusztaszabolcs, Iváncsa, Ráckeve, Kiskunlacháza, Örkény, Mikebuda és Cegléd érintésével húzódott volna, a Székesfehérvár–Pusztaszabolcs-vasútvonal folytatásaként, Pusztaszabolcson keresztezve a 40-es számú Budapest–Pécs-vasútvonalat, illetve a 42-es számú Pusztaszabolcs–Paks-vasútvonalat, Ráckevén érintve a H6-os HÉV végállomását, Kiskunlacházán keresztezve a Budapest–Kelebia-vasútvonalat, Örkényen pedig a Budapest–Kecskemét-vasútvonalat.
Az ismertetés szerint a tervezett vonal ugyancsak Örkény térségében keresztezhette volna az M5-ös autópályát és a földgáz-fővezetéket, valamint a Bugyi-Táborfalva között elterülő volt katonai lőteret is átszelte volna. Megvalósítása viszont két új vasúti híd megépítését igényelte volna Ráckeve térségében a Duna főága és a Ráckevei-Duna áthidalásához.